# Kristers Aparjods
Kristers Aparjods (ur. 24 lutego 1998 w Siguldzie) – łotewski saneczkarz.
Saneczkarstwo zaczął trenować w 2006 roku. W młodości trenował także biegi na orientację.
W 2015 roku został mistrzem świata juniorów w sztafecie oraz wicemistrzem Europy juniorów w sztafecie. W 2016 roku został brązowym medalistą mistrzostw Europy juniorów w jedynkach oraz czwartym zawodnikiem juniorskich ME w sztafecie. Ponadto zdobył również wicemistrzostwo świata juniorów w jedynkach, a także wystartował na igrzyskach olimpijskich młodzieży, na których był chorążym reprezentacji Łotwy. Zdobył w tych zawodach złoty medal w jedynkach, a także był piąty w sztafecie. W 2017 roku wziął udział w mistrzostwach świata juniorów, na których wywalczył złoty medal w jedynkach, a także uplasował się na czwartej pozycji w sztafecie. W tym samym roku wystartował również na mistrzostwach Europy juniorów, na których zdobył srebrny medal w jedynkach i brązowy w sztafecie.
W 2018 roku wystąpił na igrzyskach olimpijskich, na których zajął szóste miejsce w sztafecie i jedenaste w jedynkach. Rok później został brązowym medalistą mistrzostw Europy w jedynkach. W 2020 roku wystartował w mistrzostwach Europy, na których uplasował się na trzeciej pozycji w sztafecie i dziewiątej w jedynkach. W tym samym roku wziął udział w mistrzostwach świata, na których był siódmy w sprincie jedynek, piąty w jedynkach i drugi w sztafecie.
4 grudnia 2021 w Soczi jako pierwszy Łotysz wygrał zawody Pucharu Świata. W sezonie 2021/2022 zajął trzecie miejsce w klasyfikacji generalnej, ex aequo z Felixem Lochem. W 2022 roku został mistrzem Europy w sztafecie oraz wicemistrzem w jedynkach, a także wystąpił na igrzyskach olimpijskich, na których zajął piąte miejsce w jedynkach oraz zdobył brązowy medal w sztafecie.
Jego matka Aiva i starsza siostra Kendija również są saneczkarkami. Matka była też jego pierwszym trenerem, natomiast w 2022 roku jest nim Mārtiņš Rubenis.